# Don Victoriano Chiongbian
Don Victoriano (in passato Don Mariano Marcos) è una municipalità di quarta classe delle Filippine, situata nella Provincia di Misamis Occidental, nella Regione del Mindanao Settentrionale.
Don Victoriano è formata da 11 baranggay:
- Bagong Clarin
- Gandawan
- Lake Duminagat
- Lalud
- Lampasan
- Liboron
- Maramara
- Napangan
- Nueva Vista (Masawan)
- Petianan
- Tuno